# Собственный проспект
Со́бственный проспект — проспект в Петергофе. Проходит в 650 метрах от Невской губы, вдоль её юго-западного побережья, от пересечения со Знаменской улицей и Санкт-Петербургским проспектом до парка Собственная дача и улицы Мечникова.

## История
Строительство на территории Собственной дачи, докуда теперь доходит Собственный проспект, началось приблизительно в 1727 году после занятия престола Петром II.
Собственный проспект получил своё название в 1852 году от Собственной дачи.
В 1920-х годах проспект переименован в Красноармейский проспект. В бывших казармах лейб-гвардии Драгунского полка в то время расположились части Красной армии.
1 сентября 1993 года решением Малого Совета Санкт-Петербургского городского Совета народных депутатов проспекту возвращено историческое название Собственный проспект.

## Магистрали
Проспект граничит или пересекается со следующими магистралями:
| 1. Знаменская улица 2. Санкт-Петербургский проспект 3. Рубинштейнская улица | 1. Ораниенбаумский спуск 2. Бобыльская дорога 3. Улица Мечникова |

## Социально-значимые объекты
Рядом с Собственным проспектом находятся:
| - Английский парк - Троицкий ручей - Военно-транспортный университет ЖДВ | - Парк Ольденбургского - Церковь Серафима Саровского - Парк Собственная дача | - Дворец Собственной дачи - Церковь Святой Троицы - НИИ биологии СПбГУ |

## Транспорт
- Автобусы и маршрутные такси:

- Остановка «Собственный пр., 34»

- № 103, 349, 351Б, 356Ш

- Остановка «Ораниенбаумский Спуск» (рядом с Санкт-Петербургским проспектом):

- № 103, 351А, 353, 356Ш

- Остановка «Собственный проспект» (на Санкт-Петербургском проспекте):

- № 103, 200, 348, 351А, 351Б, 353, 401, К-401А, 685